# Skogskapellet, Jönköping
Skogskapellet används av Svenska kyrkan, och är ett kapell i Jönköping i Sverige. Det invigdes 1958. En pristävling för bygget hade inletts 1941, men alltihopa försenades på grund av andra världskrigets inverkan på Sverige.

## Orgel
- 1958 byggde Kemper & Sohn, Lübeck, en orgel med 12 stämmor. Den flyttades till Internationella Frälsningsarmén i Jönköping.
- Den nuvarande orgeln är byggd 1982 av J. Künkels Orgelverkstad. Orgeln är mekanisk.

| Manual I     | Manual II      | Pedalverk   | Koppel |
| Rörflöjt 8'  | Gedackt 8'     | Subbas 16'  | I/P    |
| Principal 4' | Salicional 8'  | Gemshorn 8' | II/P   |
| Waldflöjt 2' | Koppelflöjt 4' |             | II/I   |
| Mixtur II    | Svegel 2'      |             |        |
| Dulcian 8'   | Nasat 1 1/3'   |             |        |
| Tremulant    | Tremulant      |             |        |